# Luis Guzmán
Luis Guzmán, född 28 augusti 1956 i Cayey i Puerto Rico, är en amerikansk skådespelare.
Luis Guzmán är uppväxt på Manhattan i New York. Han har medverkat i över 100 filmer, och är bland annat känd som "El Cid" i TV-serien Oz (1998–2000). Han har arbetat med regissörerna Steven Soderbergh i Out of Sight (1998), The Limey (1999) och Traffic (2000), och Paul Thomas Anderson i Boogie Nights (1997), Magnolia (1999) och Punch-Drunk Love (2002).
Luis Guzmán har även lånat ut sin röst i TV- och datorspelet Grand Theft Auto: Vice City (2002). Han medverkar även i HBO-serien How to Make It in America (2010–2011), där han spelar den nymuckade Rene Calderon.
Han är gift med Angie Galarza, med vilken han har fem barn; en biologisk dotter och fyra adopterade barn.

## Filmografi (i urval)
- 1987 – Miraklet på 8:e gatan (ej krediterad)
- 1988 – Crocodile Dundee II
- 1989 – True Believer
- 1989 – Black Rain
- 1989 – Family Business
- 1990 – Dödligt protokoll
- 1991 – Ett tufft jobb
- 1992 – Oskyldigt blod
- 1993 – Naken i New York
- 1993 – Skyldig som synden
- 1993 – Mr. Wonderful
- 1993 – Carlito's Way
- 1996 – The Substitute
- 1997 – The Brave
- 1997 – Boogie Nights
- 1998 – Out of Sight
- 1998 – Snake Eyes
- 1998–2000 – Oz (TV-serie) (tolv avsnitt)
- 1999 – The Limey
- 1999 – I samlarens spår
- 1999 – Magnolia
- 2000 – Traffic
- 2001 – Bad Luck
- 2002 – Greven av Monte Cristo
- 2002 – Salton Sea
- 2002 – Punch-Drunk Love
- 2002 – Welcome to Collinwood
- 2002 – Pluto Nash
- 2003 – Confidence
- 2003 – Anger Management
- 2003 – Dum och ännu dummare: När Harry mötte Lloyd
- 2003 – De utvalda (ej krediterad)
- 2004 – Lemony Snickets berättelse om syskonen Baudelaires olycksaliga liv
- 2005 – Dreamer: Inspired by a True Story
- 2005 – Carlito's Way: Rise to Power
- 2005 – Waiting...
- 2006 – Fast Food Nation
- 2006 – Nördskolan
- 2006 – Hard Luck
- 2007 – John from Cincinnati (TV-serie) (tio avsnitt)
- 2007 – Rogue Assassin
- 2007 – Cleaner
- 2008 – Chihuahuan från Beverly Hills (röst)
- 2008 – Nothing Like the Holidays
- 2008 – Yes Man (ej krediterad)
- 2009 – Dumpa honom! (ej krediterad)
- 2009 – Still Waiting...
- 2009 – Fighting
- 2009 – Linje 1 2 3 kapad
- 2009 – Old Dogs (ej krediterad)
- 2010–2011 – How to Make It in America (TV-serie) (16 avsnitt)
- 2011 – Arthur
- 2011 – The Caller
- 2012 – Journey to the Mysterious Island
- 2013 – The Last Stand
- 2013 – Turbo (röst)
- 2013 – Familjetrippen
- 2014 – In the Blood
- 2014 – Reclaim
- 2015 – Narcos (TV-serie)
- 2016 – Keanu
- 2025 – Havoc